# 杉並區立圖書館
杉並區立圖書館（日语：／ Suginami kuritsu toshokan */?），是日本东京都杉并区设立并运营的公共图书馆。

## 分馆一览

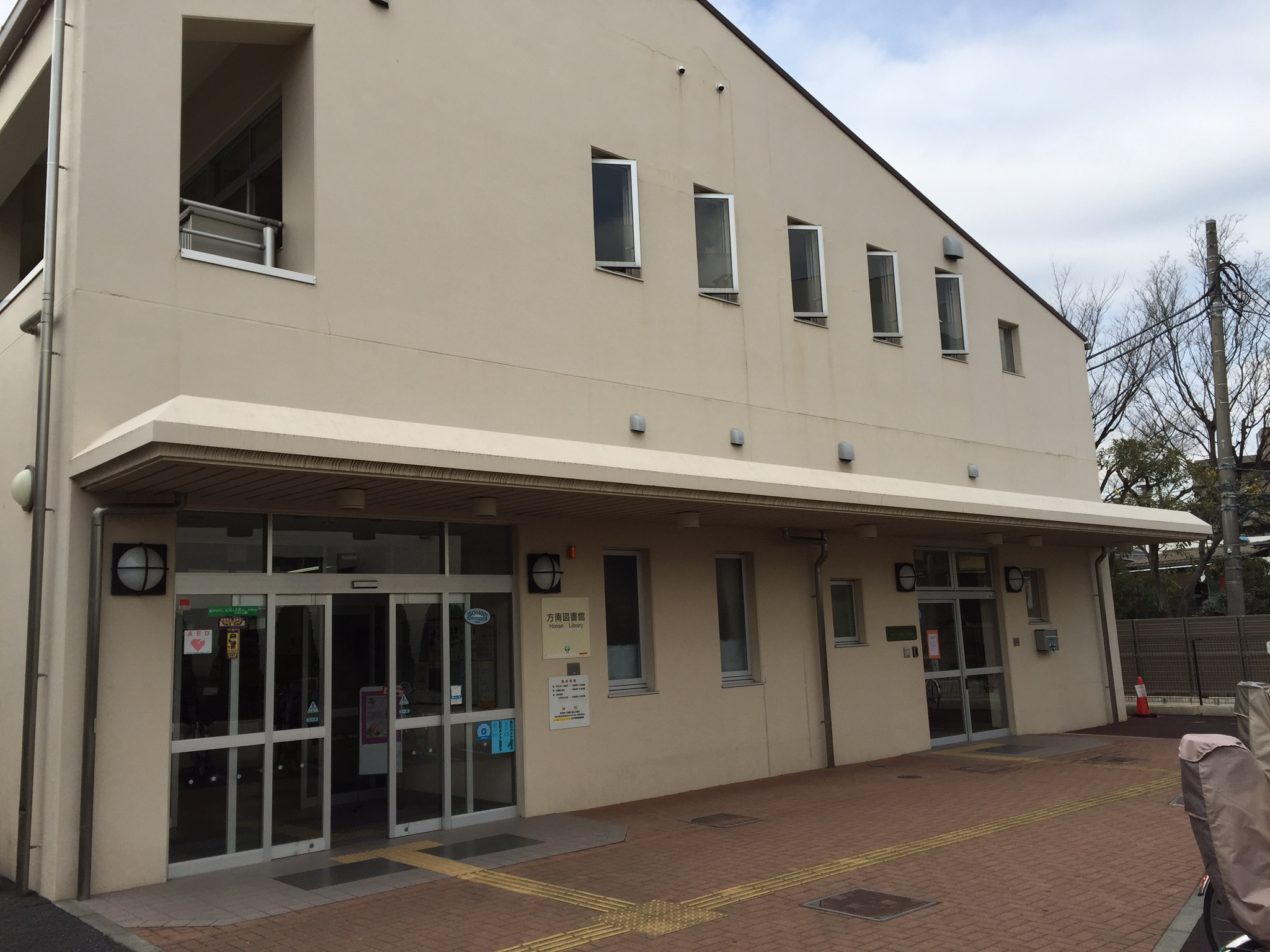
方南图书馆

- 中央图书馆（东京都杉并区荻洼3−40-23）
- 柿木图书馆（东京都杉并区上井草1-6-13）
- 宫前图书馆（东京都杉并区宫前5-5-27）
- 永福图书馆（东京都杉并区永福4-25-7）
- 高円寺图书馆（东京都杉并区高円寺南2-36-25）
- 成田图书馆（东京都杉并区成田东3-28-5）
- 西荻图书馆（东京都杉并区西荻北2-33-9）
- 阿佐谷图书馆（东京都杉并区阿佐谷北3-36-14）
- 南荻洼图书馆（东京都杉并区南荻洼1-10-2）
- 下井草图书馆（东京都杉并区下井草3-26-5）
- 高井戸图书馆（东京都杉并区高井戸东1-28-1）
- 方南图书馆（东京都杉并区方南1-51-2）
- 今川图书馆（东京都杉并区今川4-12-10）[1]

## 相关链接
- 杉并区立图书馆 官方网站 （页面存档备份，存于）
- 杉并区